# نوک‌مومی‌های گونه‌سیاه
نوک‌مومی‌های گونه‌سیاه (نام علمی: Brunhilda)، یک سرده از پرندگان دانه‌خوار کوچک از خانواده سهرگان ریز است و دو گونه در جنوب صحرای آفریقا یافت می‌شوند.